# Mount Isa Mines
Mount Isa Mines ist ein Erzbergwerk in Queensland, Australien. Es handelt sich um einen größten Bergwerkskomplexe der Welt und wird im Untertagebau betrieben. In dem Komplex werden unterschiedliche Erzkörper abgebaut, Kupfer-Erzkörper und Blei-Zink-Silber-Erzkörper, die nahe bei Mount Isa liegen. Die Bergwerke, die Kupfer abbauen, sind die Enterprise Mine und die X41 Mine, und die Blei, Zink und Silber abbauen, sind die Georg Fischer Mine, Black Star Mine und Handlebar Hill Mine. Die Mount Isa Mines befinden sich im Eigentum von Glencore (früher: Xstrata), der weltweit größten im Rohstoffhandel und Bergwerksbetrieb tätigen Unternehmensgruppe.

## Geschichte
1923 wurde ein Erzkörper entdeckt, der Blei, Zink und Silber enthält. 1924 wurde das Unternehmen Mount Isa Mines Limited (MIM) gegründet. Der Kupfer-Erzkörper, der getrennt von den anderen Erzkörpern liegt, wurde 1927 entdeckt. Während im Zweiten Weltkrieg die kriegswichtige Kupferproduktion weiter lief, wurde die Blei- und Zinkförderung 1943 eingestellt und erst 1946 wieder aufgenommen. In den 1960er Jahren lieferten die Minen die geförderten Metalle zur weiteren Verarbeitung in Schmelzhütten und Aufbereitungsanlagen nach Europa.
In den 1980er Jahren diversifizierte die Bergwerksgesellschaft allerdings in den Kohlebergbau. Daraufhin gab Xstrata Mitte 2003 ein Kaufangebot für die Metallbergwerke Mount Isa Mine ab und erhielt den Zuschlag.

## Erzkörper
Die in dem 320 km² großen Bergbau-Gebiet von Mount Isa liegenden Erzkörper befinden sich im Niederen-Proterozoikum-Urquhart Shale, der vor etwa 1,6 Milliarden Jahren entstand. Die Urquhart-Schieferschicht ist 1000 Meter mächtig und besteht aus grauem dolomitischen Schiefer mit Tuff-Horizonten. Die Erzkörper befindet sich räumlich eng und liegen parallel zu den Schieferschichten.
Die Erzkörper liegen unterhalb von 650 Metern Tiefe und erreichen die Verwerfung von Mount Isa im Westen und vulkanisches Gestein im Osten. Die Kupfer-Erzkörper enthalten Galenit und Sphalerit mit Pyrit und Pyrrhotit und der Blei-Zink-Silber-Erzkörper ist konkordant mit dolomitischen Sedimenten aus dem Karbon. Über 20 Erzkörper sind abbaubar, jeder etwa 1,4 km lang, reichen bis in eine Tiefe von 800 Metern und sind 4 bis 48 Meter breit.

## Produktionszahlen
2009 wurden 6 Millionen Tonnen Erz in den Kupferlagerstätten gewonnen, davon wurden 162.000 Tonnen Kupferkonzentrat und 214.000 Tonnen Kupfer in der Schmelzhütte hergestellt. Der Konzentrator ist in der Lage 7,2 Millionen Tonnen Erz und die Kupfer-Schmelzhütte 300.000 Tonnen Kupfer zu produzieren.
7,4 Millionen Tonnen Erz wurden 2008 in den Blei-Zink-Silber-Lagerstätten gefördert, davon 324.000 Tonnen Zink-Konzentrat, 146.000 Tonnen Blei-Barren und 232 Tonnen Silber. Der Konzentrator kann 8 Millionen Tonnen Erz jährlich verarbeiten und es gibt eine Zink-Filteranlage und eine Blei-Schmelzhütte.

## Umweltprobleme
Die Schmelzhütten, die nahe an der Stadt Mount Isa liegen, stoßen Schwefeldioxid, Blei- und andere Metallstäube aus. Es wurde festgestellt, dass Böden um Mount Isa mit diesen Stoffen aus dem vergangenen und gegenwärtigen Bergwerksbetrieb belastet sind. Die für Queensland zuständige Gesundheitsbehörde berichtete 2008, dass die Bleikonzentration im Blut von Kindern im Alter von 1 bis 4 Jahren in Mount Isa mit 5 Mikrogramm/Deziliter erheblich über dem Landesdurchschnitt von 2 Mikrogramm lag. 11,3 Prozent der untersuchten Kinder wiesen einen Wert von über 10 Mikrogramm auf. Werte über 5 Mikrogramm gelten als gesundheitlich bedenklich.
Im Jahr 2009 gab Xstrata bekannt, dass es AUD 16 Millionen in Umweltschutzmaßnahmen der Bergwerke investiert habe.